# Auenwald
Auenwald ist eine Gemeinde im Rems-Murr-Kreis in Baden-Württemberg. Der Sitz der Gemeindeverwaltung befindet sich im Teilort Unterbrüden. Auenwald gehört zur Raumordnungs- und Planungsregion Stuttgart (bis 1992 Region Mittlerer Neckar). Große Teile der Gemeinde gehören zum Naturpark Schwäbisch-Fränkischer Wald.

## Geographie

### Geographische Lage
Auenwald liegt am östlichen Rand der zum Naturraum Neckarbecken gehörenden Backnanger Bucht gegen den Murrhardter Wald, der einen Teil des Naturraums Schwäbisch-Fränkische Waldberge bildet. Das Gemeindegebiet liegt auf 269 bis 520 Metern Höhe und reicht vom Löss westlich und Gipskeuper östlich des Brüdenbachs (Zufluss zur Murr) über Schilf- und Kieselsandstein am Keuperrand hinauf zum Stubensandstein des Murrhardter Walds, ohne hier Knollenmergel oder Schwarzjura zu erreichen.

### Nachbargemeinden
Auenwald grenzt an Backnang im Nordwesten, Sulzbach an der Murr im Norden, Murrhardt im Nordosten, Althütte im Südosten und Weissach im Tal im Südwesten.

### Gemeindegliederung
Die Gemeinde Auenwald besteht aus 16 Dörfern, Weilern, Höfen und Häusern und wurde in den 1970er Jahren aus den vier zuvor selbstständigen Gemeinden Ebersberg, Lippoldsweiler, Oberbrüden und Unterbrüden gebildet.
- Zu Ebersberg gehören das Dorf Ebersberg und das Schloss Ebersberg.
- Zu Lippoldsweiler gehören das Dorf Lippoldsweiler, die Weiler Däfern und Hohnweiler und das Gehöft Sauerhof.
- Zu Oberbrüden gehören das Dorf Oberbrüden, die Weiler Heslachhof, Mittelbrüden, Rottmannsberg, Tiefental, Trailhof, Trailhöfle, Utzenhof sowie die Einzelsiedlungen Rottmannsberger Sägmühle und Schmollenmühle.
- Zu Unterbrüden gehört allein das Dorf Unterbrüden.

### Wüstungen
Auf dem Gebiet der Altgemeinde Lippoldsweiler liegen die Wüstungen Badstuben, die Däferner Sägmühle und Schnarrenberg.

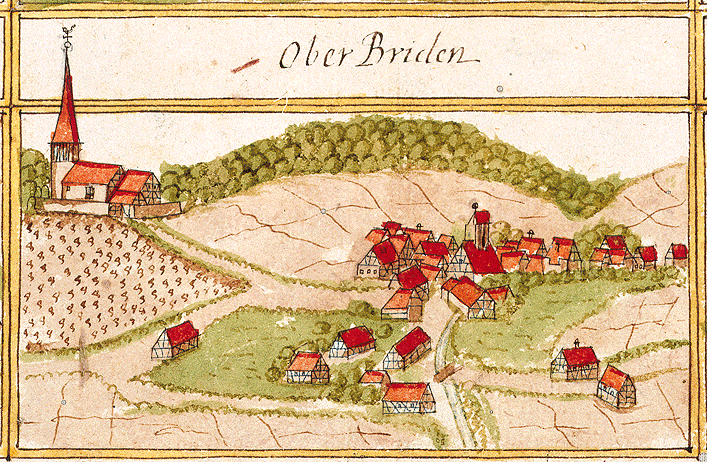
Oberbrüden mit der ersten Peterskirche, wegen ihrer Lage am Friedhof auch Totenkirche genannt

### Flächenaufteilung
Nach Daten des Statistischen Landesamtes, Stand 2014.

## Geschichte

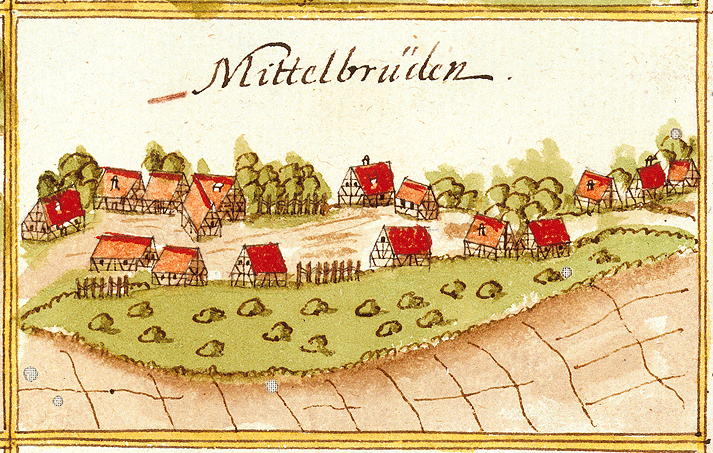
Mittelbrüden um 1680

### Urgeschichte
Wahrscheinlich schätzten schon in der Jungsteinzeit Menschen das heutige Auenwald als Siedlungsgebiet, jedenfalls legen dies archäologische Funde von Werner Pabst nahe: Der Heimatforscher fand steinzeitliche Werkzeuge in der Nähe des Trailhofs, beispielsweise Klingen, Pfeilspitzen und ein Steinbeil. Heute befinden sich die Funde im Heimatmuseum Weissach im Tal.

### Antike
Aus der keltischen Periode wurden noch keine Funde gemacht, jedoch beweist ein keltischer Grabhügel in Allmersbach im Tal die Anwesenheit der Kelten in der Region.
Mit der Errichtung des Limes kam das Gebiet des heutigen Auenwald zum Dekumatland, dem rechtsrheinischen Teil der römischen Provinz Germania superior. Für die Römer war das Neckarbecken ein wichtiges Hinterland des Limes, da von dessen zahlreichen Villae rusticae die Lebensmittel zur Versorgung der Legionen kamen. Möglicherweise blieben Reste romanischer Bevölkerung auch nach dem Limesfall auf dem Gebiet des heutigen Auenwald, da der Ortsname Däfern auf das lateinische Wort für Gasthaus („taberna“) zurückzuführen ist. Auch der Ortsname „Brüden“ könnte seinen Ursprung in der Antike haben: Möglicherweise wurde er von dem romanisierten keltischen Wort  „braida“ abgeleitet, was so viel wie „umzäuntes Land bei der Siedlung“ bedeutet.
Durch das heutige Gemeindegebiet führten weiterhin eine römische Straße, die in Lippoldsweiler Hohe Straße genannt wird. Diese Straße führte von Winnenden, Allmersbach im Tal und Cottenweiler zum Aichholzhof. Von dort führte sie als Höhenweg über das Hohholz nach Lippoldsweiler und von dort über Sechselberg zum Kastell Murrhardt. Kurz vor Hohnweiler ging von dem Höhenweg ein Abzweig Richtung Däfern ab, wo sich sicherlich ein römischer Wohnplatz befand.
Ein anderer Römerweg führte von Backnang über Steinbach nach Oberbrüden (über die Pflasterwiesen) und von dort über den Trailhof nach Murrhardt.
Nach dem Limesfall und der Aufgabe des Dekumatlandes durch die Römer drangen die Alemannen in das Gebiet vor. Sie begannen mit der Neubesiedlung des weitgehend menschenleeren Gebiets. Nach dem Sieg der Franken über die Alemannen in der Schlacht von Zülpich 496 kam Alemannien in den Machtbereich der Franken, welche eine systematische Christianisierung durchführten. Mit dem so genannten Blutgericht zu Cannstatt 746 brachen die Franken den letzten Widerstand der Alemannen.

### Mittelalter
Unterbrüden und das heute zu Oberbrüden gehörende Rottmannsberg wurden erstmals 1245 in einer Urkunde von Papst Innozenz IV. erwähnt. Eine Adelsgeschlecht derer von Brüden ist im 13. und 14. Jahrhundert bezeugt, darunter ein Ritter Albert von Brüden, der 1257 als Schultheiß der Herren von Ebersberg erwähnt wird. Wahrscheinlich gehörte die Burg auf dem Altenberg in Oberbrüden dem Geschlecht derer von Brüden. Nach Karl Eduard von Paulus fand man im 19. Jahrhundert noch Gebäudeschutt auf dem Altenberg, jedoch sind heute keine Reste mehr vorhanden. Das Gebiet der heutigen Gemeinde kam im Laufe des Spätmittelalters überwiegend an Württemberg und lag im Zuständigkeitsbereich des Amtes Backnang. Einzelne Ortschaften wurden jedoch von den württembergischen Herrschern an andere Herrschaften verpfändet. So wurde 1439 Unterbrüden mit der Burg Reichenberg an die Nothafft von Hohenberg verpfändet.

### Neuzeit
Nachdem in Altwürttemberg 1534 die Reformation eingeführt wurde, wechselten die Bewohner des heutigen Auenwald zur lutherischen Konfession. Lediglich der Ort Ebersberg kehrte 1654 auf Geheiß der Schenken von Winterstetten, die zu der Zeit im Besitz von Schloss Ebersberg waren, zum katholischen Glauben zurück. Wer die Konversion zum Katholizismus ablehnte, wurde vertrieben. Von ehemals 24 Haushalten, die zu Ebersberg gehörten und die 1654 noch evangelisch waren, bestanden im Jahre 1664 nur noch 9, welche alle wieder katholisch geworden waren. Als zusätzliche Maßnahme zur Rekatholisierung versuchte man Familien aus katholischen Gebieten anzuwerben und ihnen die leeren Häuser zu übertragen. Doch schon bald klagten die neuen Siedler über die unmenschlichen Lebensbedingungen, welche der tyrannische Schenk von Winterstetten ihnen auferlegte. Dies führte erneut zu einer teilweisen Abwanderung der Bewohner. Mehrmals versuchte Württemberg die Rekatholisierung zu stoppen, allerdings ohne Erfolg. Dorothea von Winterstetten veräußerte das Rittergut schließlich an Johann Sebastian von Ostein. Nach dessen Tode fiel Ebersberg 1698 an das Kloster Schöntal. Die Mönche setzten die Gegenreformation gegen den Widerstand Württembergs weiter fort. Nachdem alle Widerstände nicht zum Erfolg führten, brachte Württemberg die Ebersberger in wirtschaftliche Nöte: Der Ort wurde wie Ausland behandelt und sowohl Import als auch Export beschränkt. Die Krise endete erst 1786, als es Württemberg gelang, den Ort vom Kloster zurückzukaufen.
Alle Orte der heutigen Gemeinde Auenwald gehörten zu Zeiten des Königreichs Württemberg dem Oberamt Backnang an.

### 20. Jahrhundert
Im Ersten Weltkrieg mussten die Ortschaften des heutigen Auenwalds viele Gefallene und Vermisste beklagen: Ebersberg hatte 10 Tote, in Lippoldsweiler waren es 44. In Oberbrüden trauerte man um 27 Männer; aus Unterbrüden sind 25 Soldaten gefallen.
Bei der Kreisreform während der NS-Zeit in Württemberg gelangten die Ortschaften 1938 zum Landkreis Backnang. 1945 wurde das Gebiet Teil der Amerikanischen Besatzungszone und gehörte somit zum neu gegründeten Land Württemberg-Baden, das 1952 im jetzigen Bundesland Baden-Württemberg aufging. Siedlungen von Flüchtlingen und Vertriebenen entstanden nach dem Krieg in Lippoldsweiler und Unterbrüden, wo hauptsächlich Ungarn- und Sudetendeutsche eine neue Heimat fanden.
Am 1. Januar 1971 wurde Ebersberg nach Lippoldsweiler eingemeindet. Am 1. Juli 1971 vereinigten sich dann Lippoldsweiler, Oberbrüden und Unterbrüden zur neuen Gemeinde Auenwald. Strittig war lange der neue Name für die Gemeinde. Der Vorschlag Brüdenweiler konnte sich nicht durchsetzen. Das Hauptstaatsarchiv schlug schließlich den Namen Auenwald vor. Der Name sollte das Landschaftsbild widerspiegeln. 1973 erfolgte die Kreisreform in Baden-Württemberg, bei der Auenwald zum Rems-Murr-Kreis kam.
Im Jahr 1995 gab es aus anlässlich des 750-jährigen Bestehens von Ober-, Mittel- und Unterbrüden sowie von Rottmannsberg zahlreiche Feierlichkeiten unter dem Motto 750 Jahre Auenwald.

### Einwohnerentwicklung
- 1971: 4039[15]
- 1981: 5258[15]
- 1986: 5248[15]
- 1989: 5616[15]
- 1991: 5779[15]
- 1992: 5867[15]
- 1995: 6140[15]

## Kirchen

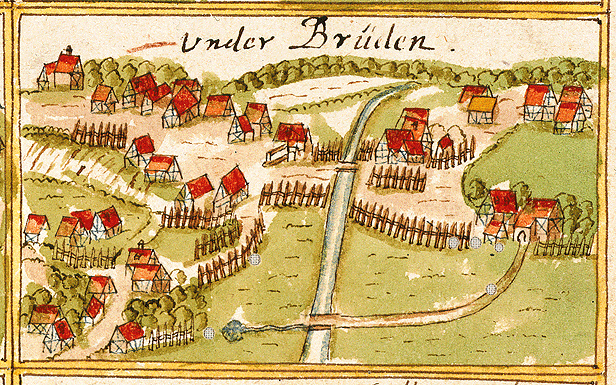
Unterbrüden am Brüdenbach

### Evangelische Kirche
Seit der Einführung der Reformation durch Herzog Ulrich herrscht in Alt-Württemberg die evangelisch-lutherische Konfession vor. In Auenwald gibt es heute 3 evangelische Kirchen:

#### Lutherkirche (Lippoldsweiler)
Lippoldsweiler gehörte kirchlich ursprünglich zu Unterweissach. 1864 wurde das Dorf von Unterweissach abgetrennt und bildete mit Sechselberg eine selbstständige Kirchengemeinde. Die zunächst namenlose Kirche in Lippoldsweiler wurde 1879 nach Plänen des Oberamtsbaumeisters Christian Hämmerle an der Hauptstraße errichtet. Anlässlich des Reformationsjubiläums 2017 erhielt sie ihren heutigen Namen.

#### Peterskirche (Oberbrüden)
Die dem Apostel Simon Petrus geweihte Peterskirche befindet sich im Ortsteil Oberbrüden, Trailhöfer Straße 6. Der Ort war von jeher eine eigenständige Pfarrei. Die erste Peterskirche befand sich am heutigen Friedhof und wurde deshalb auch Totenkirche genannt. Im 18. Jahrhundert wurde sie baufällig. Als Ersatz für die erste Peterskirche wurde eine Kapelle im Dorf erweitert und zur Dorfkirche ausgebaut, während die erste Peterskirche 1812 abgebrochen wurde. Die zweite Peterskirche wurde 1959 zugunsten eines Neubaus, der dritten Peterskirche, abgebrochen. 2003 wurde die Kirche renoviert.

#### Kreuzkirche (Unterbrüden)
Die dem Hl. Kreuz geweihte Kreuzkirche ist die jüngste der evangelischen Kirchen in Auenwald. Sie befindet sich in Unterbrüden, an der Ecke Brückenweg/Auenstraße und wurde 1970 gebaut. Ober- und Unterbrüden bilden trotz der zwei Kirchen eine Kirchengemeinde.

### Römisch-Katholische Kirche

#### Herz-Jesu-Kirche (Lippoldsweiler)
Da der katholische Reichsritter Jeremias Vollmar Schenk von Winterstetten ab 1654 in Ebersberg gegen den Widerstand Württembergs die Gegenreformation durchführte, ist dieser Ortsteil als einziger bis heute römisch-katholisch geprägt; der Pfarrer wohnte im Schloss Ebersberg, wo die Gottesdienste in der Schlosskapelle Sankt Michael gefeiert wurden. Durch Zuzug von vielen heimatvertriebenen Katholiken nach dem Zweiten Weltkrieg wurde die Schlosskapelle zu klein. Außerdem war der Weg zum Schloss für viele ältere Gottesdienstbesucher im Winter zu beschwerlich. Daher wurde beschlossen, die Kirche näher zu den Menschen zu bringen. Daher wurde ein katholisches Pfarramt auf Gemarkung Lippoldsweiler errichtet. Die moderne Herz-Jesu-Kirche konnte durch Eigenarbeit vieler Katholiken von 1960 bis 1961 erbaut werden. 2021 wurde bekannt, dass im Rahmen einer Besichtigung durch Experten erhebliche Mängel der Dachkonstruktion festgestellt wurden. Wegen Einsturzgefahr wurde die Kirche geschlossen und die Gottesdienste ins Gemeindezentrum verlegt. Es wurde eine Sanierung beschlossen, die voraussichtlich im Sommer 2025 beendet wird.

### Neuapostolische Kirche
Schließlich gibt es in Lippoldsweiler und Unterbrüden je eine neuapostolische Gemeinde. Die Neuapostolische Kirche von Unterbrüden ist ein repräsentativer Kirchenbau in der Lippoldsweiler Straße. Sie verfügt über einen Turm, der von einem goldenen Kreuz bekrönt ist. Die Kirche in Lippoldsweiler ist ein schlichtes Bethaus.

Kirchen in Auenwald
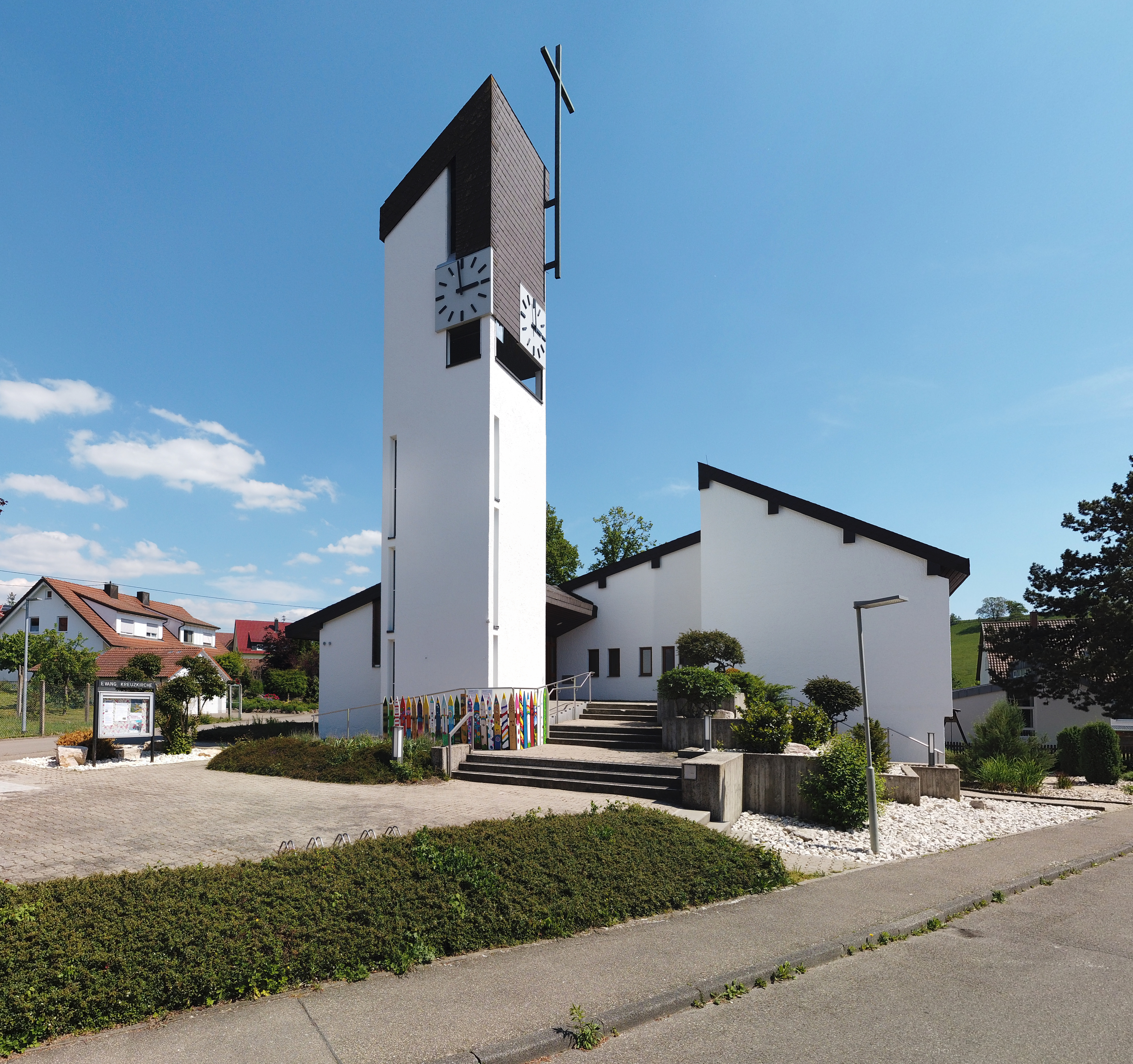
Evangelische Kreuzkirche Unterbrüden
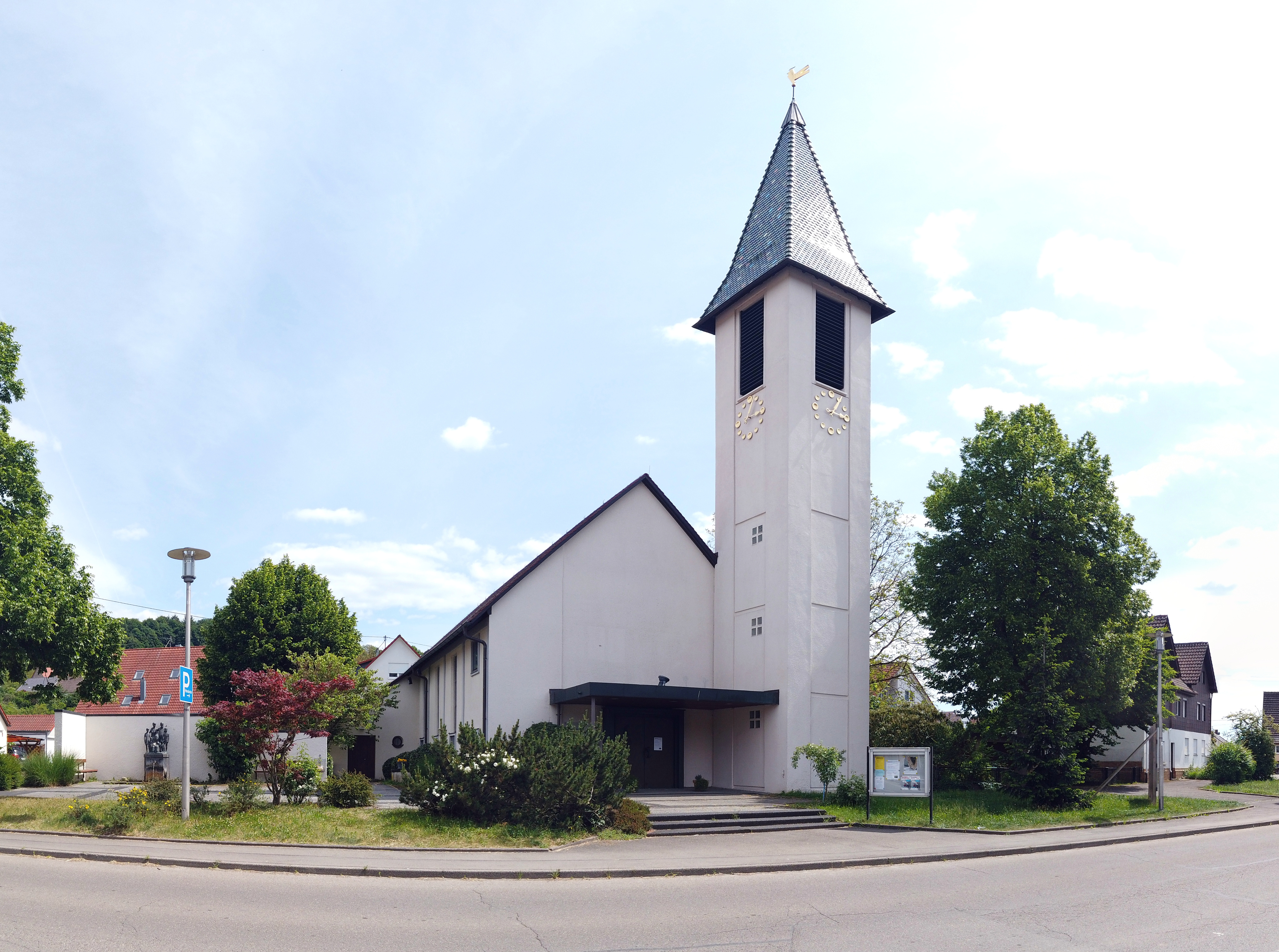
Evangelische Peterskirche Oberbrüden
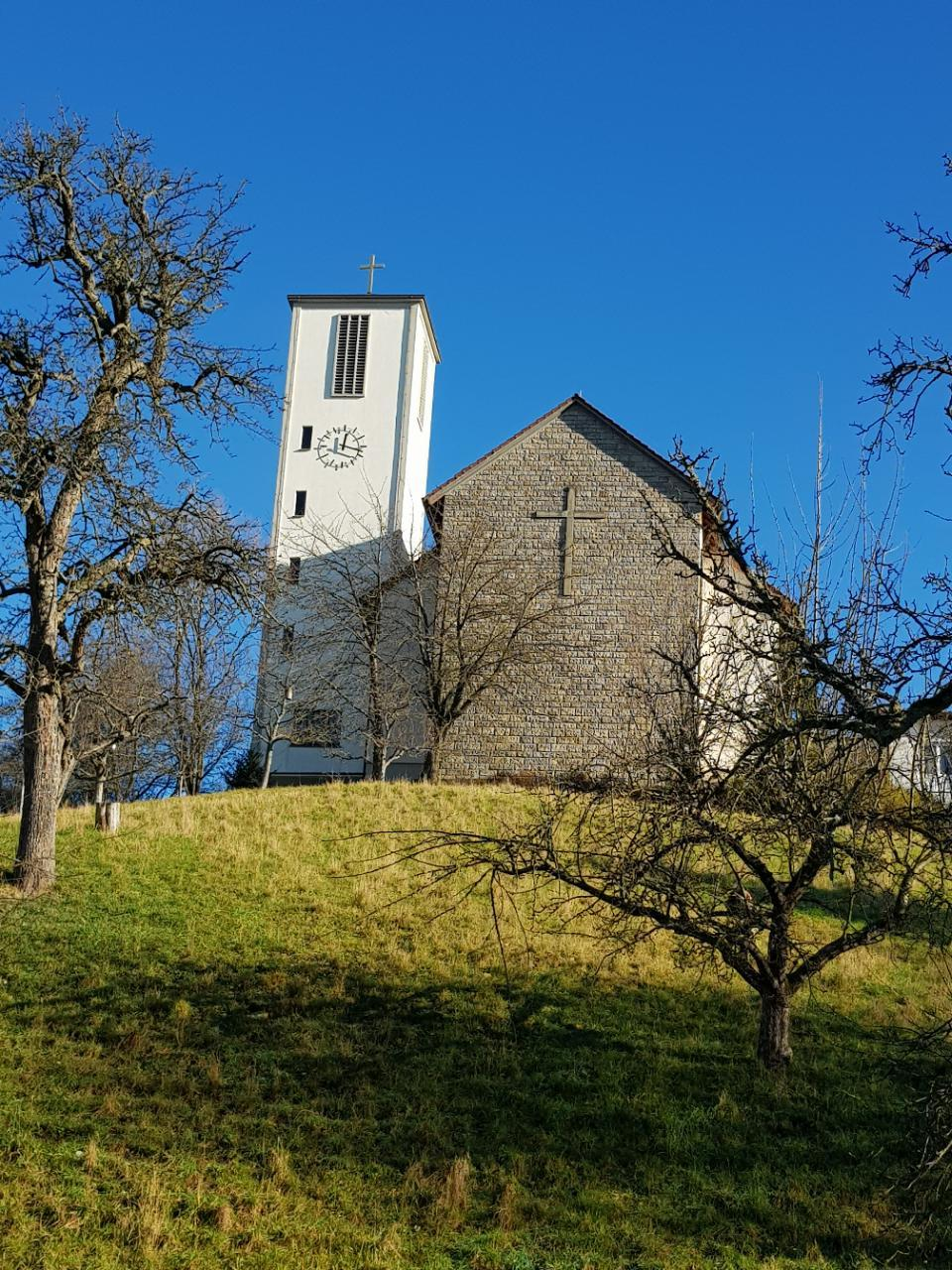
Katholische Herz-Jesu-Kirche in Ebersberg

## Politik

### Bürgermeister
- 1971–1981: Walter Schmitt[22]
- 1981–1989: Jürgen Richter[22]
- 1989–2005: Peter E. Friedrich (1944–2018)
- 2005–2021: Karl Ostfalk[23]
- seit 2021: Kai-Uwe Ernst (Freie Wähler)[24]

### Gemeinderat

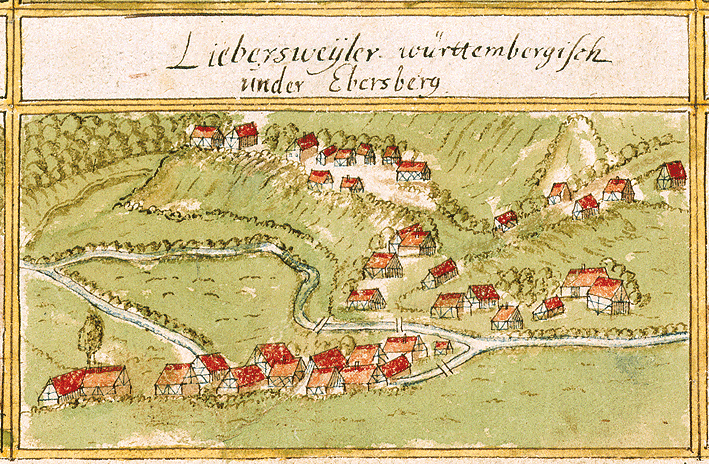
Lippoldsweiler unter dem Ebersberg (Liebersweyler um 1680)

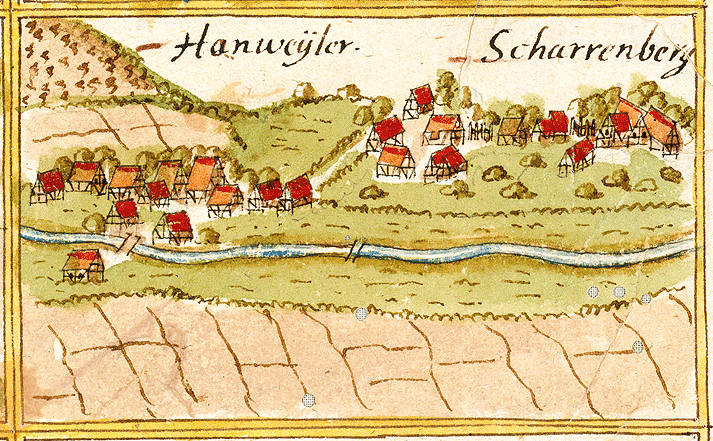
Hohnweiler (Hanweyler) mit dem ehemaligen Ort Schnarrenberg

Der Gemeinderat in Auenwald hat 18 Mitglieder. Der Gemeinderat besteht aus den gewählten ehrenamtlichen Gemeinderäten und dem Bürgermeister als Vorsitzendem. Der Bürgermeister ist im Gemeinderat stimmberechtigt. Die Kommunalwahl am 9. Juni 2024 führte zu folgendem Endergebnis:
| Parteien und Wählergemeinschaften | Parteien und Wählergemeinschaften       | % 2024 | Sitze 2024 | % 2019 | Sitze 2019 | Kommunalwahl 2024 %403020100 32,7 %31,2 %23,2 %12,9 % BWANLAUWAFWAGewinne und Verlusteim Vergleich zu 2019 %p 6 4 2 0 −2 −4 −6−4,5 %p+4,9 %p+0,4 %p−0,7 %pBWANLAUWAFWA |
| BWA                               | Bürgerliche Wählervereinigung Auenwald  | 32,7   | 7          | 37,2   | 7          | Kommunalwahl 2024 %403020100 32,7 %31,2 %23,2 %12,9 % BWANLAUWAFWAGewinne und Verlusteim Vergleich zu 2019 %p 6 4 2 0 −2 −4 −6−4,5 %p+4,9 %p+0,4 %p−0,7 %pBWANLAUWAFWA |
| NLA                               | Neue Liste Auenwald                     | 31,2   | 5          | 26,3   | 5          | Kommunalwahl 2024 %403020100 32,7 %31,2 %23,2 %12,9 % BWANLAUWAFWAGewinne und Verlusteim Vergleich zu 2019 %p 6 4 2 0 −2 −4 −6−4,5 %p+4,9 %p+0,4 %p−0,7 %pBWANLAUWAFWA |
| UWA                               | Unabhängige Wählergemeinschaft Auenwald | 23,2   | 4          | 22,8   | 4          | Kommunalwahl 2024 %403020100 32,7 %31,2 %23,2 %12,9 % BWANLAUWAFWAGewinne und Verlusteim Vergleich zu 2019 %p 6 4 2 0 −2 −4 −6−4,5 %p+4,9 %p+0,4 %p−0,7 %pBWANLAUWAFWA |
| FWA                               | Freie Wählervereinigung Auenwald        | 12,9   | 2          | 13,6   | 2          | Kommunalwahl 2024 %403020100 32,7 %31,2 %23,2 %12,9 % BWANLAUWAFWAGewinne und Verlusteim Vergleich zu 2019 %p 6 4 2 0 −2 −4 −6−4,5 %p+4,9 %p+0,4 %p−0,7 %pBWANLAUWAFWA |
| gesamt                            | gesamt                                  | 100,0  | 18         | 100,0  | 18         | Kommunalwahl 2024 %403020100 32,7 %31,2 %23,2 %12,9 % BWANLAUWAFWAGewinne und Verlusteim Vergleich zu 2019 %p 6 4 2 0 −2 −4 −6−4,5 %p+4,9 %p+0,4 %p−0,7 %pBWANLAUWAFWA |
| Wahlbeteiligung                   | Wahlbeteiligung                         | 67,8 % | 67,8 %     | 64,4 % | 64,4 %     | Kommunalwahl 2024 %403020100 32,7 %31,2 %23,2 %12,9 % BWANLAUWAFWAGewinne und Verlusteim Vergleich zu 2019 %p 6 4 2 0 −2 −4 −6−4,5 %p+4,9 %p+0,4 %p−0,7 %pBWANLAUWAFWA |

### Wappen und Flagge

Banner

Blasonierung: In Blau eine bis nahe zum Oberrand erhöhte, durchgehende goldene (gelbe) Zinnenmauer (mit drei Zinnen), belegt mit einem rot bezungten schwarzen Eberkopf mit silbernen (weißen) Hauern.
Wappenbegründung: Der Eber war das Wappentier der ausgestorbenen Herren von Ebersberg. Die goldene Zinnenmauer verweist auf die Alte Peterskirche in Oberbrüden, die eine Wehrkirche war. Die drei Zinnen stehen für die Vereinigung der Gemeinden Lippoldsweiler/Ebersberg, Oberbrüden und Unterbrüden.
Die Gemeindeflagge ist Gold-Blau (Gelb-Blau).
Das Wappen wurde von Hellmut G. Bomm entworfen und am 27. Mai 1977 vom Gemeinderat angenommen.

### Ehemalige Wappen der Ortsteile
Im Zuge der Auflösung der Gemeinden im Rahmen der Gebietsreform von 1971 sind die Wappen erloschen. Allerdings sind sie noch manchmal bei Bürgervereinen in Verwendung.

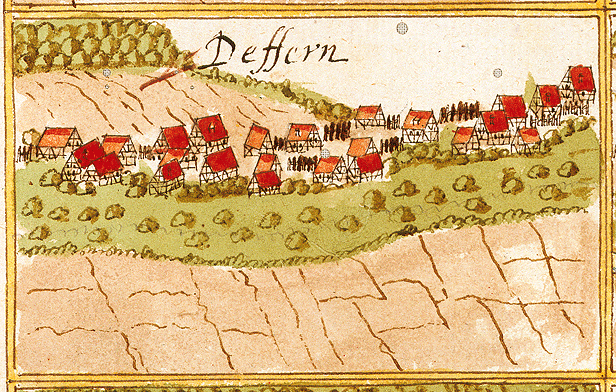
Däfern (Deffern, um 1680)

### Gemeindepartnerschaften

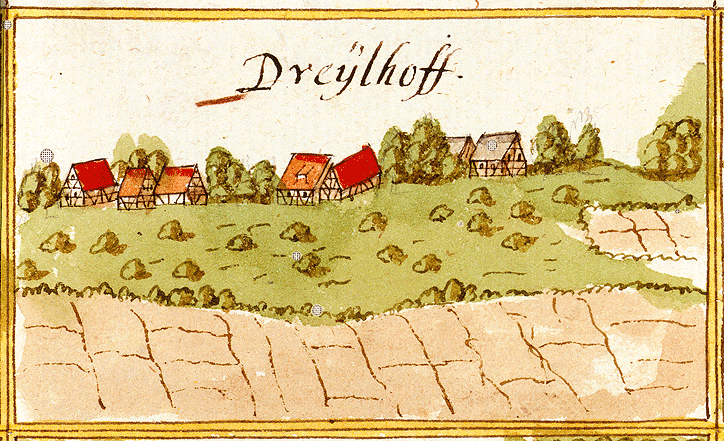
Dreylhoff, der heutige Trailhof um 1680

Seit 1987 besteht eine Partnerschaft zwischen Auenwald und Beaurepaire im Département Isère in der Region Auvergne-Rhône-Alpes, Frankreich. Der Ort liegt etwa 40 Kilometer südsüdöstlich von Lyon. Umgeben wird Beaurepaire von den Nachbargemeinden Revel-Tourdan im Norden, Pisieu im Nordosten, Saint-Barthélemy im Osten, Marcollin im Südosten, Lens-Lestang (Département Drôme) im Süden, Manthes im Südwesten, Lapeyrouse-Mornay im Westen und Pact im Nordwesten. Beaurepaire hat etwa 5000 Einwohner.
An die Partnerschaftsvertrag von 1987 erinnert heute die Beaurepairestraße und der Beaurepaire-Platz in Unterbrüden.

## Kultur und Sehenswürdigkeiten

### Musik
Seit 1985 finden unter dem Titel Ebersberger Konzerte im gleichnamigen Ortsteil jährlich drei klassische Konzerte statt.

### Bauwerke

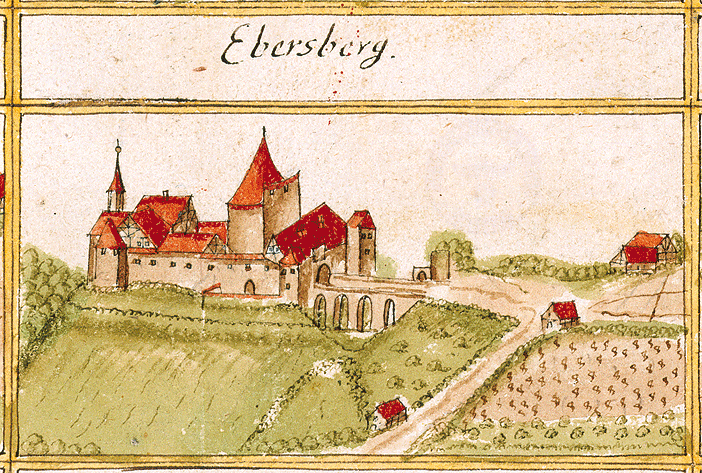
Burg Ebersberg mit Kapelle und Bergfried

- Schloss Ebersberg: Burg Ebersberg mit Kapelle und BergfriedDie Reste der staufischen Burg Ebersberg liegen oberhalb der Teilorte Ebersberg und Lippoldsweiler. Die Burg wurde 1226 erstmals erwähnt. 1551 wurde das zweiflügelige Schloss Ebersberg dazu gebaut, dessen Reste im heutigen Bau zu sehen sind. 1714 zerstörte ein Brand die Schlossanlage. Im wiedererbauten Gebäude von 1719 befindet sich seit 1966 die Bildungs- und Begegnungsstätte der Deutschen Pfadfinderschaft Sankt Georg in der Diözese Rottenburg-Stuttgart (keine Besichtigung möglich). Vom Bergsporn besteht eine schöne Aussicht auf die Backnanger Bucht mit dem Weissacher Tal.

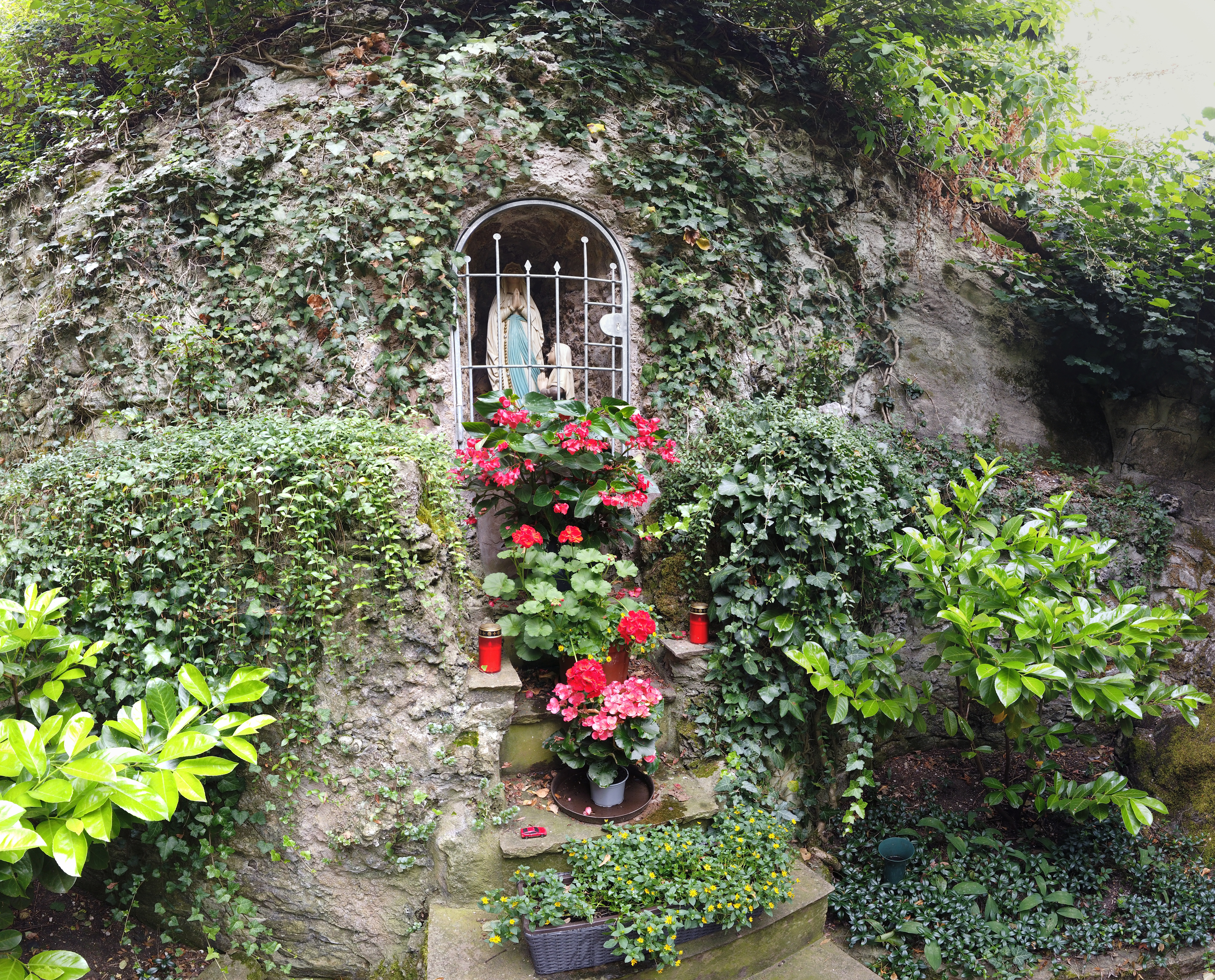
Lourdesgrotte am Ebersberg

- Lourdesgrotte: Lourdesgrotte am EbersbergVerkleinerter Nachbau der originaler Höhle von Lourdes in Südfrankreich; sie liegt im Ortsteil Ebersberg. In der Grotte befindet sich eine Statue der Hl. Jungfrau Maria und eine kleinere Statue der Hl. Bernadette Soubirous.
- Lambachpumpanlage (Lambachpumpe), eine Wassersäulenmaschine, die von 1928 bis 1958 die Höhengemeinde Lutzenberg (heute Teil von Althütte) mit Wasser versorgte.[26] Sie befindet sich im „Däfernwald“ beim Auenwalder Ortsteil Däfern. Das Wasser der Mastwiesenquelle wurde durch eine 30-m-Wassersäule mit Hilfe der Maschine die 130 m bis hinauf nach Lutzenberg gepumpt. Die Lambachpumpe wurde vom Bürgerverein Ebersberg e. V. restauriert und wird bis heute von ihm betreut und gewartet.

## Bildung
In Lippoldsweiler, Ober- und Unterbrüden besteht jeweils eine Grundschule und mehrere Kindergärten. Weiterführende Schulen können in Weissach im Tal besucht werden.

## Ortsneckname
Die Einwohner von Ebersberg werden auch heute noch in den umliegenden Dörfern scherzhaft Kraitzkepf (entspricht schriftdeutschem Kreuzköpfe) genannt. Motiv für den Ortsneckname ist, dass Ebersberg bis heute der einzige mehrheitlich katholische Ort im Umkreis ist.
Ein moderner Ortsneckname für Auenwald ist Sauenwald (eine Anspielung auf den Eber im Gemeindewappen).

## Persönlichkeiten

### Ehrenbürger
- Karl Auktor († 1992), Bürgermeister von Oberbrüden von 1948 bis 1971 und von Unterbrüden von 1953 bis 1971.[22]

### In Auenwald geboren
- Hermann Bäuerle (1869–1936), geboren in Ebersberg, katholischer Theologe und Kirchenmusiker
- Karl Stolz (1913–2001), geboren in Unterbrüden, Landrat, Präsident des Württembergischen Sparkassen- und Giroverbandes
- Karl Kühnle (1923–2003), geboren in Unterbrüden, 143. Bezirksapostel der Neuapostolischen Kirche
- Sebastian Vasiliadis (* 1997), griechisch-deutscher Fußballspieler, in Auenwald geboren

### Mit Auenwald verbunden
- Theodor Mögling (1814–1867), Politiker und Revolutionär von 1948/1849, lebte in Oberbrüden-Trailhof[28]
- Horst Stuhlmann (1935–2024), Politiker (FDP)
- Rudolf H. Weiß (* 1936), Psychologe
- Wieland Backes (* 1946), Fernsehmoderator, verbrachte seine Jugend in Oberbrüden.[29]
- Franz Dinda (* 1983), Schauspieler, Autor und Künstler
- Maximilian Friedrich (* 1987), Kommunalpolitiker, in Auenwald aufgewachsen, Sohn des Auenwalder Bürgermeisters von 1989 bis 2005, Peter E. Friedrich (1944–2018)
- Soffie (* 1999), deutsche Sängerin, in Auenwald aufgewachsen.[30]